# Nikola Kuzmičić
Nikola Kuzmičić (Zastražišće, 1968.) hrvatski je književnik. Pisac je nagrađenog romana Knjiga puna sarma. Diplomirani je teolog.

## Životopis
Rođen je u Zastražišću na otoku Hvaru. Nakon završene Klasične gimnazije u Splitu upisuje Katolički bogoslovni fakultet u Zagrebu na kojem je diplomirao 1993. godine. Iste godine započinje predavati vjeronauk. Od gimnazijskih dana piše pjesme, priče, meditacije, dramske tekstove i romane. Redoviti je suradnik Veritasa (»Kamen po kamen«), Pogleda, Kane (»Autoškola za kršćane«), Sv. Mijovila, Hrvatskoga radija i Liturgijskoga listića varaždinske katedrale. Voditelj je i amaterske kazališne družine.

## Djela
- Uz Isusa na Kalvariju : križni put Isusa Nazarećanina (1987.)[1]
- Nj... (1997.) pripovijetke[2]
- Tri slike (2001.), pjesme[3]
- Da ni (2003.)
- Pet (2005.)[4][5]
- Smjerno sa svojim Bogom hoditi : razmišljanja nad zbornim molitvama (2007.)[6]
- Došavši sa svoga rodnoga otoka Hvara studirati u Zagreb : dvadeset jedna kratka priča s piščevim crtežima i predgovorom (2009.)[7]
- Knjiga puna sarma (2020.), roman[8][9]
- I danas govorim (2020.), duhovne misli[10]

Kuzmičić je i suautor nekoliko vjeronaučnih udžbenika, te autor više stotina tekstova u raznim domaćim i stranim publikacijama. Pjesme su mu objavljene u nekoliko antologija i zbornika.

## Nagrade i priznanja
- 2010.: Treća nagrada Glasa Koncila za roman Knjiga puna sarma, na prvom natječaju za roman koji promiče kršćanske vrijednosti[11]
- 2017.: Nagrada Ponos Hrvatske[12]

## Vanjske poveznice
Mrežna mjesta
- Nikola Kuzmičić, Mali brat,, Crkva u svijetu 1/1993.
- Nikola Kuzmičić, Pred polazak II., Crkva u svijetu 1/1995.
- G. Črpić, S. Kušar, N. Kuzmičić, Aspekti viđenja katoličkih svećenika iz perspektive građana Hrvatske, Bogoslovska smotra 4/1999.